# Ramya NSK
Ramya NSK (n. en Chennai, estado indio de Tamil Nadu) es una cantante de playback india. Es nieta del legendario actor, cantante, comediante N.S. Krishnan y nieta del político K. R. Ramasamy. Se hizo conocer con su primera canción titulada "Satru Munbu", que fue interpretada para una película titulada "Neethaane En Ponvasantham", que ganó el "Premio a la Mejor Intérprete Femenina de Playback" de Vijay Awards en 2012. Ella se llevó el premio como mejor cantante de playback del cine tamil durante los premios Filmfare 2013. 

## Canciones
| Año  | Película                                     | Canción                    | Director musical     | Idioma  |
| ---- | -------------------------------------------- | -------------------------- | -------------------- | ------- |
| 2014 | Aindhaam Thalaimurai Sidha Vaidhiya Sigamani | "En Anbe"                  | Simon                | Tamil   |
| 2014 | Yaan                                         | "Nee Vandhu Ponadhu"       | Harris Jayaraj       | Tamil   |
| 2014 | Oggarane                                     | "Manadi Belagaayite"       | Ilaiyaraja           | Kannada |
| 2014 | Un Samayal Arayil                            | "Therindho Theriyaamalo"   | Ilaiyaraja           | Tamil   |
| 2014 | Vaarayo Vennilave                            | "Intha Iyelesa"            | Karthik Raja         | Tamil   |
| 2014 | Manam Nilluna Nikkadhe                       | "Nenjodu Neeye"            | RG Allen             | Tamil   |
| 2014 | Amara                                        | "Ennenamo Nadakudhe"       | D Imman              | Tamil   |
| 2014 | Inga Enna Solluthu                           | "Avan Ivan"                | Dharan               | Tamil   |
| 2014 | Inga Enna Solluthu                           | "Ennodu"                   | Dharan               | Tamil   |
| 2014 | JK Enum Nanbanin Vaazhkai                    | "Get Ready For My Mojo"    | G.V. Prakash         | Tamil   |
| 2014 | JK Enum Nanbanin Vaazhkai                    | "Uyire Uyire"              | G.V. Prakash         | Tamil   |
| 2014 | Megha                                        | "Chellam Konjum"           | Ilaiyaraja           | Tamil   |
| 2014 | Megha                                        | "Mugilo"                   | Ilaiyaraja           | Tamil   |
| 2014 | Megha                                        | "Kalvane"                  | Ilaiyaraja           | Tamil   |
| 2013 | Aarambam                                     | "En Fuse Pochu"            | Yuvan Shankar Raja   | Tamil   |
| 2013 | Biriyani                                     | "Pom Pom Penne"            | Yuvan Shankar Raja   | Tamil   |
| 2013 | Hi Da                                        | "Janavary Mazhaiyil"       | Vishal Chandrasekhar | Tamil   |
| 2013 | Maranthen Mannithen                          | "En Ooru"                  | Ilaiyaraja           | Tamil   |
| 2013 | Ponmaalai Pozhudhu                           | "Masala Chicks"            | C.Sathya             | Tamil   |
| 2013 | Sillunu Oru Sandhippu                        | "Bul Bul Thara"            | F.S.Faizal           | Tamil   |
| 2013 | Udhayam NH4                                  | "Indrodu Thadaigal"        | G.V. Prakash         | Tamil   |
| 2012 | Neethaane En Ponvasantham                    | "Saayndhu Saayndhu"        | Ilaiyaraja           | Tamil   |
| 2012 | Neethaane En Ponvasantham                    | "Sattru Munbu"             | Ilaiyaraja           | Tamil   |
| 2011 | Aanmai Thavarael                             | "Kadhal Adimazhai Kaalam"  | Mariya Manohar       | Tamil   |
| 2011 | Mouna Guru                                   | "Enna Idhu"                | Thaman               | Tamil   |
| 2011 | Yuvan Yuvathi                                | "Un Kannai Paartha Piragu" | Vijay Antony         | Tamil   |
| 2010 | Naanayam                                     | "Aasa Aasa"                | James Vasanthan      | Tamil   |
| 2010 | Nagaram                                      | "Theme Of Love"            | Thaman               | Tamil   |
| 2010 | Vande Mataram                                | "One Two Three"            | D Imman              | Tamil   |
| 2009 | A Aa E Ee                                    | "Dingi Tappu"              | Vijay Antony         | Tamil   |
| 2009 | Irumbukottai Murattusingam                   | "Vellaikaari Nee"          | G.V. Prakash         | Tamil   |
| 2009 | Ninaithale Inikkum                           | "Sexy Lady"                | Vijay Antony         | Tamil   |
| 2009 | Vettaikaaran                                 | "Karikaalan Rap"           | Vijay Antony         | Tamil   |
| 2008 | Durai                                        | "Adi Aathi"                | D Imman              | Tamil   |
| 2008 | Kadhalil Vizhundhen                          | "Unakenna Naan"            | Vijay Antony         | Tamil   |
| 2008 | Oru Ponnu Oru Paiyan                         | "Yaanai Pasi"              | Karthik Raja         | Tamil   |
| 2008 | Pandhayam                                    | "Lusimbara"                | Vijay Antony         | Tamil   |

| Año  | Película                  | Canción                 | Director musical | Idioma |
| ---- | ------------------------- | ----------------------- | ---------------- | ------ |
| 2014 | Ulavacharu Biriyani       | "Thelisi Theliyendhila" | Ilaiyaraja       | Telugu |
| 2013 | Shadow                    | "Gola Gola"             | Thaman           | Telugu |
| 2012 | Yeto Vellipoyindhi Manasu | "Inthakaalam"           | Ilaiyaraja       | Telugu |
| 2012 | Yeto Vellipoyindhi Manasu | "Yedhi Yedhi"           | Ilaiyaraja       | Telugu |
| 2011 | Dookudu                   | "Nee Dookudu"           | Thaman           | Telugu |
| 2011 | Dookudu                   | "Poovai Poovai"         | Thaman           | Telugu |